# Группа галактик M96
Группа галактик M96 (группа Лев I) — группа галактик в созвездии Льва. Группа содержит от 8 до 24 галактик, включая три объекта Мессье. Группа является одной из многих, содержащихся внутри сверхскопления Девы (совокупность Местной группы и скопления Девы).

## Представители
В приведённой ниже таблице содержатся галактики, которые были отнесены к данной группе в Каталоге близких галактик, обзоре Фуке и др., каталоге LGG и трёх списках группы, созданных Giuricin и др.
| Название    | Тип         | R.A. (J2000)  | Dec. (J2000) | Лучевая скорость (км/с) | Видимая звёздная величина |
| ----------- | ----------- | ------------- | ------------ | ----------------------- | ------------------------- |
| M95         | SB(r)b      | 10ч 43м 57.7с | +11° 42′ 14″ | 778 ± 4                 | 11.4                      |
| M96         | SAB(rs)ab   | 10ч 46м 45.7с | +11° 49′ 12″ | 897 ± 4                 | 10.1                      |
| M105        | E1          | 10ч 47м 49.6с | +12° 34′ 54″ | 911 ± 2                 | 10.2                      |
| NGC 3299    | SAB(s)dm    | 10ч 36м 23.8с | +12° 42′ 27″ | 641 ± 6                 | 13.3                      |
| NGC 3377    | E5.5        | 10ч 47м 42.4с | +13° 59′ 08″ | 665 ± 2                 | 11.2                      |
| NGC 3384    | SB(s)0      | 10ч 48м 16.9с | +12° 37′ 46″ | 704 ± 2                 | 10.9                      |
| NGC 3412    | SB(s)0      | 10ч 50м 53.3с | +13° 24′ 44″ | 841 ± 2                 | 11.5                      |
| NGC 3489    | SAB(rs)0    | 11ч 00м 18.6с | +13° 54′ 04″ | 677 ± 2                 | 11.1                      |
| Кольцо Льва | Область H I | 10ч 48м 19.0с | +12° 41′ 21″ | 960 ± 80                |                           |

## Ближайшие группы

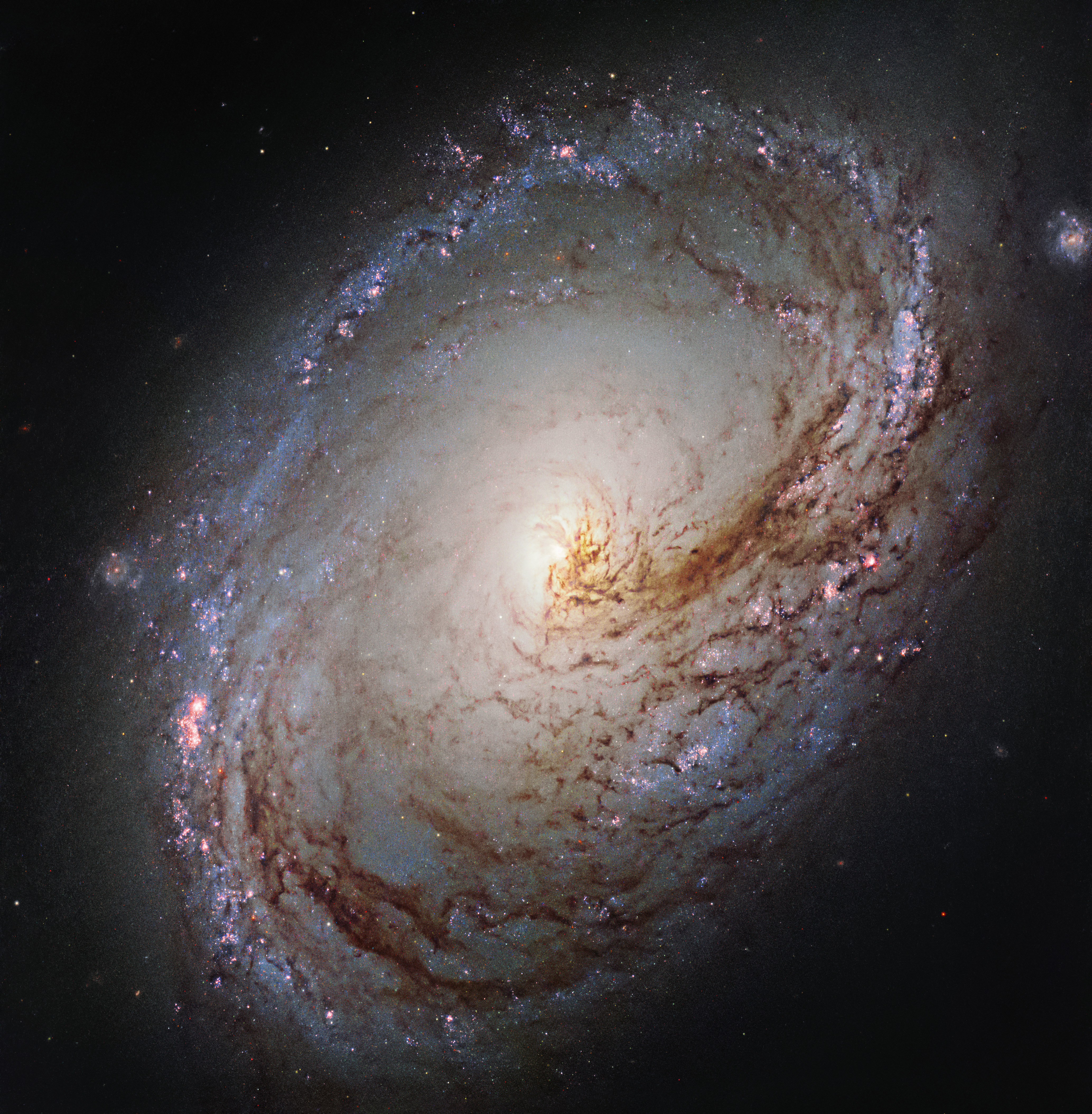
Группа M96 включает яркие галактики Мессье 105 и Мессье 95.

Триплет Льва, включающий спиральные галактики M65, M66 и NGC 3628, расположен вблизи группы M96. Согласно некоторым алгоритмам обнаружения групп Триплет Льва тоже содержится внутри группы M96. Возможно также, что обе группы являются отдельными частями более крупной группы.